# Causa noble
"Causa noble" (títol original en anglès "The High Ground") és el dotzè episodi de la tercera temporada de la sèrie de televisió de ciència-ficció estatunidenca Star Trek: La nova generació, i el 60è de tota la sèrie, que es va emetre originalment el 29 de gener de 1990, en redifusió als Estats Units. Fou dirigit per Gabrielle Beaumont amb guió de Melinda M. Snodgrass.
Ambientada al segle XXIV, la sèrie segueix les aventures de la tripulació de la nau de la Flota Estel·lar de la Federació Enterprise-D sota el comandament del capità Jean-Luc Picard. En aquest episodi, un membre de la tripulació de la nau estel·lar Enterprise és pres com a ostatge per terroristes que esperen que la participació de la Federació els ajudi a guanyar concessions per a la seva causa. A causa d'una línia sobre la reunificació irlandesa, l'episodi inicialment no es va emetre al Regne Unit ni a la República d'Irlanda.

## Argument
La tripulació de l' Enterprise és enviada a una missió humanitària per lliurar subministraments mèdics al planeta no afiliat destrossat per la guerra Rutia IV, enmig d'un conflicte de dècades amb els separatistes rebels anomenat Ansata. La tripulació de l' Enterprise no pot intervenir en el conflicte en si. Mentre que l'oficial mèdic en cap Dra. Crusher, el comandant Data i el tinent Worf es relaxen en una cafeteria, una bomba explota en una plaça pública, i fereix molts vianants. La Dra. Crusher intenta atendre els ferits, en contra de la petició del Capità Picard de tornar a la nau, però els seus esforços s'interrompen quan és segrestada per un home que utilitza un mètode desconegut de teleportació. Després de negar-se l'ús de la potència de foc superior de l' Enterprise per buscar i destruir la base d'operacions d'Ansata, la cap de seguretat de Rutian, Alexana Devos, ordena un interrogatori sever a tots els simpatitzants d'Ansata coneguts, un acte que la tripulació de l' Enterprise considera immoral. Sense nova informació de Devos, la tripulació de l' Enterprise investiga la tecnologia de teleportació i descobreix que s'utilitza per canviar entre dimensions, permetent als rebels d'Ansata evitar fins i tot els camp de força. L'equip d'investigació, que inclou el fill de Crusher Wesley, fa saber a Picard que l'observació de més teletransportacions els permetrà identificar la ubicació de la base d'Ansata.
A la base, Crusher descobreix que el seu segrestador és Kyril Finn, el líder d'Ansata. En Crusher es nega a menjar o a cooperar amb Finn. Al cap d'unes quantes hores, Finn deixa que Crusher surti de les seves restriccions i li demana que ajudi a tractar els seus ferits. Crusher descobreix que els "Inversors", la tecnologia de teleportació Ansata, causen danys irreversibles a l'ADN de l'usuari, i que molts dels Ansata estan malalts a causa de l'ús excessiu de l'inversor. Finn admet que l'inversor és el seu únic avantatge contra el govern de Rutian. Finn creu que la Federació, proporcionant ajuda mèdica, està treballant amb el govern de Rutian, i llança un atac a l' Enterprise, malgrat les súpliques de Crusher de no fer mal al seu fill. Els Ansata aconsegueixen posar una bomba al motor de l' Enterprise. L'enginyer en cap La Forge és capaç de treure la bomba i transportar-la a l'espai, però la distracció és suficient per permetre que Finn aparegui al pont i segresti el capità Picard. Amb Picard com a captiu, Finn utilitza l'inversor per tornar a l' Enterprise per transmetre a la consellera Troi la seva demanda que la Federació intervingui en la disputa entre els Ansata i els Rutians; torna a marxar abans que arribin els agents de seguretat. Picard, assabentant-se de la situació de Crusher, li diu que continuï treballant per guanyar-se la confiança de Finn per acabar amb la disputa pacíficament.
Data i Wesley són capaços d'utilitzar l'aparença d'en Finn per localitzar la base d'Ansata, i el Comandant Riker i Devos reuneixen les seves forces. Després de transportar-se a la base, les forces combinades poden sufocar ràpidament la resistència. Finn, com a últim recurs, intenta executar Picard, però Devos el mata. Ella sosté que si Finn es mantingués amb vida, el seu empresonament provocaria més resistència, mentre que ser assassinat en batalla l'elevarà a l'estatus de màrtir però reduiria la violència a curt termini. Quan un jove membre d'Ansata intenta venjar-se de Devos, Crusher és capaç de convèncer-lo de deixar anar l'arma, i Riker assenyala que és un senyal que pot haver-hi discussions més fructíferes per resoldre el problema en el futur.

## Repartiment i doblatge al català
La sèrie va ser doblada al català pels estudis Tramontana (primera part) i Soundtrack (segona part) i emesa a TV3 l’any 1991. Els dobladors de l'episodi foren:
| Personatge      | Actor/actriu    | Veu en català   |
| --------------- | --------------- | --------------- |
| Jean-Luc Picard | Patrick Stewart | Joan Crosas     |
| William Riker   | Jonathan Frakes | Antoni Forteza  |
| Data            | Brent Spinner   | Joaquim Sota    |
| Geordi La Forge | LeVar Burton    | Aleix Estadella |
| Worf            | Michael Dorn    | Enric Arquimbau |
| Beverly Crusher | Gates McFadden  | Aurora Garcia   |
| Deanna Troi     | Marina Sirtis   | Victòria Pagès  |
| Wesley Crusher  | Will Wheaton    | Roger Pera      |
| Kyril Finn      | Richard Cox     | [[Abel Folk]    |
| Alexana Devos   | Kerry Keane     | ?               |
| Katik Shaw      | Marc Buckland   | Ivan Pera       |
| Policia         | Fred G. Smith   | Joan Pera       |

## Emissió al Regne Unit i a la República d'Irlanda
En el seu estudi dels casos en què el terrorisme ha funcionat, Data assenyala que Irlanda es va unificar l'any 2024. Com a resultat, aquest episodi no va ser mostrat originalment per la BBC al Regne Unit a causa del conflicte en curs a Irlanda del Nord conegut com a The Troubles. No va ser emès a la República d'Irlanda pel titular dels drets de Star Trek, RTÉ, durant l'emissió de la sèrie, tot i que s'hi van rebre emissions del Regne Unit. Les emissions inicials del Regne Unit es van editar i mostrar per primera vegada al canal per satèl·lit Sky One el 29 de novembre de 1992. L'episodi es va emetre sense editar el maig de 2006 a Sky One i finalment es va mostrar sense editar a la BBC-Two durant les repeticions després de mitjanit del 29 de setembre de 2007.

## Producció
Causa noble va ser el primer episodi de la franquícia Star Trek escrit i dirigit per una dona.
Melinda M. Snodgrass tenia la intenció d'escriure una història inspirada en la Guerra d'Independència dels Estats Units. Se suposava que els romulans havien de fer el paper dels francesos, ajudant els revolucionaris a destruir la seva aliança amb la Federació del planeta Rutia IV. Picard hauria assumit inicialment el paper de Charles Cornwallis i hauria intentat evitar-ho, però després s'hauria d'haver adonat que en realitat està al costat dels opressors. Tanmateix, se li va demanar a Snodgrass que reescrigués la història perquè fos més un comentari sobre el conflicte d'Irlanda del Nord que sobre la Guerra de la Independència. Snodgrass estava molt insatisfeta amb aquest canvi, i alguns dels seus col·legues de l'equip de redacció i producció de la sèrie també estaven menys entusiasmats amb el resultat final.
Les seccions grises de la catifa del pont de l'Enterprise tenen un to més fosc a partir d'aquest episodi.

## Llançaments
L'episodi es va publicar amb la caixa del DVD de la tercera temporada de Star Trek: La nova generació, llançat als Estats Units el 2 de juliol de 2002.  Tenia 26 episodis de la temporada 3 en set discos, amb una pista d'àudio Dolby Digital 5.1. Va ser llançat en Blu-ray d'alta definició als Estats Units el 30 d'abril de 2013.
L'episodi va ser llançat al Japó a LaserDisc el 5 de juliol de 1996, al conjunt de mitja temporada Log. 5: Third Season Part.1 per CIC Video. Aquest incloïa episodis fins a "Una qüestió de perspectiva" en discos òptics de doble cara de 12 polzades. El vídeo estava en format NTSC amb pistes d'àudio tant en anglès com en japonès.

## Recepció
En una revisió del 2010, Zack Handlen va donar a l'episodi una nota B−.
Keith R.A. DeCandido va donar a l'episodi una puntuació de 7 sobre 10 a tor.com, el va considerar un bon episodi de Star Trek: La nova generació, que amb la seva representació de personatges fa justícia al tema del terrorisme i al que provoca a la gent.